# Parapara
Parapara – miasto w Wenezueli, w stanie Guárico.